# Dante Parini
Dante Parini (Milan 21 tháng 11 năm 1890 - Milan 11 tháng 4 năm 1969) là một nhà điêu khắc người Ý.

## Tiểu sử
Parini học tại 'di Brera Học viện theo hướng dẫn của bậc thầy như Enrico Butti.
Nó chủ yếu là một nhà điêu khắc các tượng đài cho những người lính sa ngã của cuộc thế chiến và mộ của những người nổi tiếng , theo gương của cô giáo của mình Butti với khả năng kỹ thuật tuyệt vời và phong cách cá nhân.
Đó là đài phun nước, tượng đài tiếp theo trong 1924 ở Piazza Gran Paradiso trong Milan trong bộ nhớ của các liệt sĩ của Niguarda . Họ thuộc về ông, trong số những người khác, những đài tưởng niệm chiến tranh của Tarquinia, sự linh hoạt bởi cảm giác sâu và đau khổ của nhân loại, và các đài tưởng niệm các chiến sĩ rơi vào cuộc chiến của Induno Olona. Các tác phẩm điêu khắc ngày trở lại với cuộc chiến tranh thế giới thứ hai với công việc của Parini bởi một ủy ban của 'Hiệp hội Quốc gia các chiến binh và cựu chiến binh và' Hiệp hội Alpine Quốc nghỉ phép, những người muốn khôi phục lại các thiết kế cổ của một trang trước tượng đài, có một bức tượng đồng mới miêu tả thời gian này, nhưng một người lính đơn giản.
Một số tác phẩm của ông là trong Milan Nghĩa trang Monumental bao gồm cả các lăng mộ Pini Defendini và Lăng Biotti Natoli, lăng mộ và Ravetti hội thể lăng mộ, trong ngôi đền của parabiago, Lăng Moruzzo để Sarzana nghĩa trang và một số khác. Tác phẩm điêu khắc Mỹ và tranh vẽ, là một phần của bộ sưu tập tin quan trọng.
Trong suốt cuộc đời dài của mình, ông tham gia một số triển lãm quốc tế . Năm 1924 ông đã có bằng tốt nghiệp danh dự thành viên 'Học viện Brera .Ngoài quê hương của mình Milan, ông đã có một mối quan hệ rất chặt chẽ với Brusimpiano, nơi ông là thị trưởng đầu tiên vào cuối Thế chiến II.

## Giải thưởng
- Thành phố Brusimpiano (Varese), đã dành sự chuẩn độ của một đường phố trung tâm thành phố chính: Via Dante Parini.
- Thành phố Varese ông trên chuẩn độ của một học sinh trung học.

tặng ông danh hiệu của bằng tốt nghiệp thành viên danh dự.

## Tác phẩm
- Fountain-Đài tưởng niệm các liệt sĩ ", trong bộ nhớ của Niguarda Fallen (1924), Piazza Gran Paradiso, Milan.
- Tang tóc đài - Đài tưởng niệm gia đình Biotti Natoli (1925), thương hiệu đúc, hoạt động có hợp nhất vào nghệ thuật đúc Battaglia, Milan Nghĩa trang Monumental.
- Tượng đài tưởng niệm các liệt sĩ của Tarquinia.
- Memorial , tượng đài trong bộ nhớ của Fallen của Induno Olona.
- Memorial , tượng đài tưởng niệm các liệt sĩ của Brusimpiano, tác phẩm điêu khắc bằng đồng trên cơ sở đá.
- Chân dung của Bianca Maria Visconti , một bức tượng bán thân bằng đá cẩm thạch, Bộ sưu tập của nghệ thuật Ospedale Maggiore Milan, năm 1941, 53 cm x 37 cm x 73 cm, người phụ trách Luciano Caramel[6].
- Tang tóc đài - Đài tưởng niệm Pini gia đình Defendini , gelatin bạc bromide / giấy, Milan Monumental Nghĩa trang, 1925-1940, 18 x 24.

## Phong cách
Parini là một nghệ sĩ của xu hướng cổ điển và phong cách, ngoài tác phẩm điêu khắc cũng cống hiến mình để vẽ tranh. Viết Carlo Ernesto đồng ý trong cuốn tiểu sử dành riêng cho ông trong 1942 , tác phẩm điêu khắc đám tang của ông diễn tả mầu nhiệm bình tĩnh và thanh bình của đau khổ trong nhân phẩm tĩnh của họ, cổ điển, trong khi ở những chủ đề anh hùng được đề xuất bởi các cuộc chiến tranh ở các di tích điêu khắc giảm giải phóng năng lượng và sức mạnh của nó .

## Sách
- Alfonso Panzetta, Nuovo dizionario degli scultori italiani dell'Ottocento e del primo Novecento: da Antonio Canova ad Arturo Martini (Dante Parini), Volume 2, AdArte, 2003
- Vincenzo Vicario, Gli scultori italiani dal Neoclassicismo al Liberty: L-Z (Dante Parini), Volume 2, Pomerio, 1994
- Carlo Ernesto Accetti, Biografia di Dante Parini, Milano, 1942
- Arduino Anselmi, Milano storica: nelle sue vie, nei suoi monumenti , Hoepli (casa editrice), 1933
- Giacomo C. Bascapè, La Raccolte d'arte dell'Ospedale Maggiore di Milano dal XV al XX secolo, Silvana, 1956